# OPTi
OPTi Inc.是一家美國的半導體公司，專注於研製、銷售個人電腦用的晶片組，該公司於1989年成立於加州的Milpitas。
在1990年代初期，OPTi公司是個人電腦用的核心邏輯（Core Logic）晶片組及音效控制器（Audio Controller，音效卡晶片）的主要業者，並在1993年首次公開募股（Initial Public Offering，IPO）。
不過，英特爾（Intel）公司在1990年代的中後期開始獨霸PC用的晶片組市場，OPTi公司便開始嘗試轉移到筆記型電腦的市場，不過並不成功。到了2002年OPTi公司開始將所有的製造資產、行銷資產售給OPTi科技公司（OPTi Technologies，自OPTi分立出）。現在，該公司嘗試銷售晶片組設計方面的矽智財（Silicon Intellectual Property，SIP），且公司員工僅剩下一名。